# Râul Izvorul Păltinișului
Râul Izvorul Păltinișului este un curs de apă, afluent al râului Rebra. 